# Campeonato Europeu de Atletismo em Pista Coberta de 2011 - Salto em altura feminino
A prova do salto em altura feminino do Campeonato Europeu de Atletismo em Pista Coberta de 2011 foi disputada entre os dias 5 e 6 de março de 2011 na AccorHotels Arena em Paris, França.

## Recordes
Antes desta competição, os recordes mundiais e do campeonato nesta prova eram os seguintes:
|                       | Nome            | Nacionalidade | Altura  | Local      | Data                   |
| --------------------- | --------------- | ------------- | ------- | ---------- | ---------------------- |
| Recorde mundial       | Kajsa Bergqvist | Suécia        | 2m 08cm | Arnstadt   | 4 de fevereiro de 2006 |
| Recorde do campeonato | Tia Hellebaut   | Bélgica       | 2m 05cm | Birmingham | 3 de março de 2007     |
| Recorde europeu       | Kajsa Bergqvist | Suécia        | 2m 08cm | Arnstadt   | 4 de fevereiro de 2006 |

## Medalhistas
| Ouro                        | Prata             | Bronze              |
| Antonietta Di Martino (ITA) | Ruth Beitia (ESP) | Ebba Jungmark (SWE) |

## Resultados

### Qualificação
Qualificação: 1,94 m  (Q) ou os 8 melhores qualificados (q).  
| Posição. | Atleta                     | Nacionalidade | 1,75 | 1,80 | 1,85 | 1,89 | 1,92 | 1,94 | Resultados | Notas           |
| -------- | -------------------------- | ------------- | ---- | ---- | ---- | ---- | ---- | ---- | ---------- | --------------- |
| 1        | Antonietta Di Martino      | Itália        | –    | o    | o    | o    | o    | o    | 1,94       | Q               |
| 1        | Svetlana Školina           | Rússia        | –    | o    | o    | o    | o    | o    | 1,94       | Q               |
| 3        | Venelina Veneva-Mateeva    | Bulgária      | –    | o    | o    | xo   | xo   | o    | 1,94       | Q               |
| 4        | Melanie Melfort            | França        | o    | o    | xo   | o    | o    | xo   | 1,94       | Q,              |
| 5        | Ebba Jungmark              | Suécia        | –    | o    | o    | o    | xxo  | xo   | 1,94       | Q,              |
| 6        | Danielle Frenkel           | Israel        | –    | o    | o    | o    | o    | xxo  | 1,94       | Q,              |
| 7        | Oksana Okunjeva            | Ucrânia       | –    | o    | o    | xo   | xo   | xxo  | 1,94       | Q,              |
| 8        | Ruth Beitia                | Espanha       | –    | o    | o    | o    | o    | xxx  | 1,92       | q               |
| 9        | Marija Kučina              | Rússia        | xo   | o    | o    | o    | o    | xxx  | 1,92       |                 |
| 10       | Tonje Angelsen             | Noruega       | o    | o    | o    | o    | xxo  | xxx  | 1,92       | Recorde pessoal |
| 11       | Grete Udras                | Estónia       | o    | o    | xxo  | xo   | xxo  | xxx  | 1,92       | =               |
| 12       | Stine Kufaas               | Noruega       | –    | o    | o    | xo   | xxx  |      | 1,89       | =               |
| 13       | Anna Iljuštšenko           | Estónia       | –    | o    | xo   | xo   | xxx  |      | 1,89       | =               |
| 14       | Viktorija Kljugina         | Rússia        | –    | o    | o    | xxo  | xxx  |      | 1,89       |                 |
| 15       | Marie-Laurence Jungfleisch | Alemanha      | o    | o    | xo   | xxo  | xxx  |      | 1,89       |                 |
| 16       | Øyunn Grindem              | Noruega       | –    | o    | o    | xxx  |      |      | 1,85       |                 |
| 16       | Raffaella Lamera           | Itália        | o    | o    | o    | xxx  |      |      | 1,85       |                 |
| 16       | Esthera Petre              | Roménia       | o    | o    | o    | xxx  |      |      | 1,85       |                 |
| 19       | Airinė Palšytė             | Lituânia      | o    | xo   | o    | xxx  |      |      | 1,85       |                 |
| 20       | Ana Simić                  | Croácia       | o    | xxo  | o    | xxx  |      |      | 1,85       |                 |
| 21       | Raquel Álvarez             | Espanha       | o    | xo   | xo   | xxx  |      |      | 1,85       |                 |
| 21       | Beatrice Lundmark          | Suíça         | o    | xo   | xo   | xxx  |      |      | 1,85       |                 |
| 23       | Maayan Furman              | Israel        | o    | o    | xxx  |      |      |      | 1,80       |                 |

### Final
A final foi realizada às 15:30 no dia 6 de março de 2011.  
| Pos.              | Nome                    | Nazione  | 1,82 | 1,87 | 1,92 | 1,96 | 1,99 | 2,01 | 2,03 | Misura | Note                 |
| ----------------- | ----------------------- | -------- | ---- | ---- | ---- | ---- | ---- | ---- | ---- | ------ | -------------------- |
| Medalha de ouro   | Antonietta Di Martino   | Itália   | o    | o    | o    | o    | o    | xo   | xxx  | 2,01   |                      |
| Medalha de prata  | Ruth Beitia             | Espanha  | o    | xo   | o    | o    | xxx  |      |      | 1,96   | Recorde da temporada |
| Medalha de bronze | Ebba Jungmark           | Suécia   | o    | o    | o    | xxo  | xxx  |      |      | 1,96   | Recorde pessoal      |
| 4                 | Danielle Frenkel        | Israel   | o    | o    | o    | xxx  |      |      |      | 1,92   |                      |
| 4                 | Melanie Melfort         | França   | o    | o    | o    | xxx  |      |      |      | 1,92   |                      |
| 4                 | Svetlana Školina        | Rússia   | –    | o    | o    | xxx  |      |      |      | 1,92   |                      |
| 7                 | Oksana Okunjeva         | Ucrânia  | o    | o    | xo   | xxx  |      |      |      | 1,92   |                      |
| 7                 | Venelina Veneva-Mateeva | Bulgária | o    | o    | xo   | xxx  |      |      |      | 1,92   |                      |

Legenda
| Recorde mundial       | Recorde mundial (World record)               |                       | Recorde africano                      | Recorde africano (African) |                                           | Q | Classificado por posição (Qualified) |
| Recorde do campeonato | Recorde do campeonato (Championship record)  | Recorde da América    | Recorde da América (Americas)         | q                          | Classificado por melhor tempo (Qualified) |   |                                      |
| Melhor marca do ano   | Melhor marca do ano (World leading)          | Recorde asiático      | Recorde asiático (Asian)              | DNS                        | Não largou (Did not start)                |   |                                      |
| Recorde nacional      | Recorde nacional (National record)           | Recorde europeu       | Recorde europeu (European)            | DNF                        | Não terminou (Did not finish)             |   |                                      |
| Recorde pessoal       | Recorde pessoal do atleta (Personal best)    | Recorde da Oceania    | Recorde da Oceania (Oceania)          | DSQ / DQ                   | Desclassificado (Disqualified)            |   |                                      |
| Recorde da temporada  | Recorde da temporada do atleta (Season best) | Recorde sul-americano | Recorde sul-americano (South America) | NM                         | Sem marca (No mark)                       |   |                                      |